# Saltos ornamentais nos Jogos Pan-Americanos de 2019 - Trampolim de 3 m individual masculino
A competição do trampolim de 3 m individual masculino é um dos eventos dos saltos ornamentais nos Jogos Pan-Americanos de 2019, em Lima. Foi disputada no Centro Aquático Nacional entre os dias 3 e 4 de agosto de 2019. 

## Calendário
Horário local (UTC-5).
| Data        | Horário | Fase         |
| ----------- | ------- | ------------ |
| 3 de agosto | 10:00   | Preliminares |
| 4 de agosto | 19:00   | Finais       |

## Medalhistas
| Ouro   | COL Daniel Restrepo |
| Prata  | MEX Juan Celaya     |
| Bronze | CAN Philippe Gagné  |

## Resultados
| Posição           | Saltador              | Nacionalidade            | Preliminares | Preliminares | Final  | Final   |
| Posição           | Saltador              | Nacionalidade            | Pontos       | Posição      | Pontos | Posição |
| ----------------- | --------------------- | ------------------------ | ------------ | ------------ | ------ | ------- |
| Medalha de ouro   | Daniel Restrepo       | COL Colômbia             | 443.60       | 2            | 468.10 | 1       |
| Medalha de prata  | Juan Celaya           | MEX México               | 381.05       | 11           | 454.30 | 2       |
| Medalha de bronze | Philippe Gagné        | CAN Canadá               | 444.95       | 1            | 448.65 | 3       |
| 4                 | Rafael Quintero       | PUR Porto Rico           | 412.45       | 4            | 440.10 | 4       |
| 5                 | Yona Knight-Wisdom    | JAM Jamaica              | 405.95       | 5            | 437.65 | 5       |
| 6                 | Andrew Capobianco     | USA Estados Unidos       | 430.40       | 3            | 431.85 | 6       |
| 7                 | Ian Matos             | BRA Brasil               | 381.15       | 10           | 418.90 | 7       |
| 8                 | Jose Rubalcaba        | DOM República Dominicana | 386.60       | 8            | 405.80 | 8       |
| 9                 | Sebastián Morales     | COL Colômbia             | 388.60       | 7            | 399.95 | 9       |
| 10                | Angello Alcebo        | CUB Cuba                 | 374.75       | 12           | 398.50 | 10      |
| 11                | Michael Hixon         | USA Estados Unidos       | 394.80       | 6            | 358.95 | 11      |
| 12                | Luis Bonfim           | BRA Brasil               | 385.75       | 9            | 353.55 | 12      |
| 13                | Yahel Castillo        | MEX México               | 368.40       | 13           |        |         |
| 14                | François Imbeau-Dulac | CAN Canadá               | 365.15       | 14           |        |         |
| 15                | Donato Neglia         | CHI Chile                | 363.40       | 15           |        |         |
| 16                | Diego Carquin         | CHI Chile                | 344.55       | 16           |        |         |
| 17                | Laydel Domínguez      | CUB Cuba                 | 330.70       | 17           |        |         |
| 18                | Daniel Pinto Soto     | PER Peru                 | 321.60       | 18           |        |         |
| 19                | Frandiel Gómez        | DOM República Dominicana | 314.40       | 19           |        |         |